# Plectrothrips debilis
Plectrothrips debilis är en insektsart som beskrevs av Ian A. Hood 1954. Plectrothrips debilis ingår i släktet Plectrothrips och familjen rörtripsar. Inga underarter finns listade i Catalogue of Life.